# Parque Nacional Los Alerces
O Parque Nacional Los Alerces é uma grande área protegida que se encontra na Província de Chubut, Argentina.
Em 2017, foi declarado Património Mundial da UNESCO.

## Fauna

### Aves
- Aguilucho
- Carancho
- Chucao
- Carpintero negro patagônico
- Condor
- Cotorra austral
- Zorzal patagônico

### Fauna protegida
- Huemul
- Pudú
- Paloma araucana
- Gato huinha
- Puma
- Huillín ou Nutriapatagônica
- Tucotuco